# Parc provincial de Duck Mountain (Saskatchewan)
Pour les articles homonymes, voir Parc provincial de Duck Mountain.
Le parc provincial de Duck Mountain est un parc provincial de la Saskatchewan au Canada situé à 14 km à l'est de Kamsack et qui s'étend vers l'est sur 12 km jusqu'à la frontière avec le Manitoba. Il a une superficie d'environ 150 km2. Son territoire fait partie des municipalités rurales de Cote No. 271 et de St. Philips No. 301.